# Badula crassa
Badula crassa là một loài thực vật thuộc họ Myrsinaceae. Loài này có ở Mauritius và Réunion. Môi trường sống tự nhiên của chúng là rừng khô nhiệt đới hoặc cận nhiệt đới. Chúng hiện đang bị đe dọa vì mất môi trường sống.